# 傑拉爾德 (伊利諾伊州)
傑拉爾德（英語：Gerald）是位於美國伊利諾伊州尚佩恩縣的一個非建制地區。該地的面積和人口皆未知。

## 地理
傑拉爾德的座標為40°16′14″N 87°55′48″W / 40.27056°N 87.93000°W，而該地的平均海拔高度為223米（即732英尺）。